# Belaćevac-szénbánya
A Belaćevac-szénbánya külszíni fejtésű szénbánya Koszovóban, Obilić mellett, nem messze a fővárostól, Pristinától, Pristina kerületben. A bánya mintegy 5,92 milliárd tonna lignitet rejt, amellyel egyike Európa legnagyobb lignittelepeinek. A bányában évente 6,2 millió tonna szenet termelnek ki.

## Fordítás
Ez a szócikk részben vagy egészben  a   Belaćevac coal mine című angol Wikipédia-szócikk ezen változatának fordításán alapul.  Az eredeti cikk szerkesztőit annak laptörténete sorolja fel. Ez a jelzés csupán a megfogalmazás eredetét és a szerzői jogokat jelzi, nem szolgál a cikkben szereplő információk forrásmegjelöléseként.